# España en los Juegos Paralímpicos de Turín 2006
España estuvo representada en los Juegos Paralímpicos de Turín 2006 por nueve deportistas, cinco hombres y cuatro mujeres.

## Medallistas
El equipo paralímpico español obtuvo las siguientes medallas:
| Nombre        | Deporte      | Evento                                        |
| ------------- | ------------ | --------------------------------------------- |
| Oro           |              |                                               |
| —             |              |                                               |
| Plata         |              |                                               |
| Eric Villalón | Esquí alpino | Eslalon discapacidad visual masculino         |
| Bronce        |              |                                               |
| Eric Villalón | Esquí alpino | Eslalon gigante discapacidad visual masculino |